# لاریدو (تگزاس)

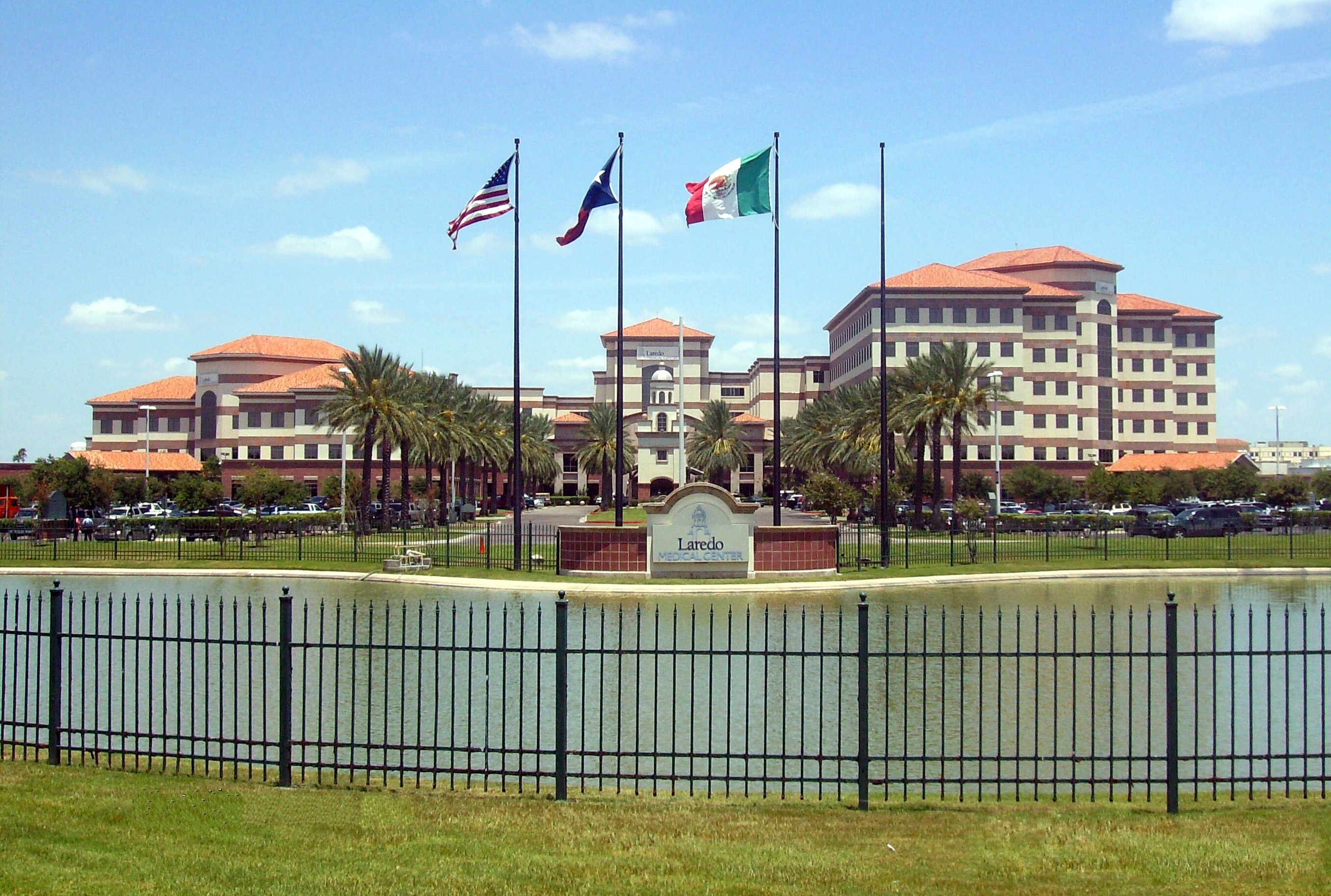
مرکز درمانی شهر

لاریدو (به انگلیسی: Laredo) شهری است در جنوب ایالت تکزاس.